# Catacocha
Catacocha – miasto w południowym Ekwadorze, w prowincji Loja. Stolica kantonu Paltas.
Przez miejscowość przebiega Droga Panamerykańska E35.